# Liste der Fahnenträger der Olympischen Winterspiele 1948

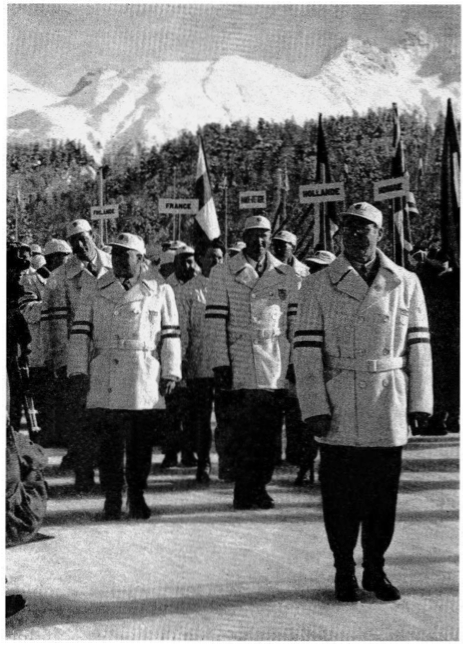
Einmarsch der Nationen

Die Liste der Fahnenträger der Olympischen Winterspiele 1948 führt die Fahnenträger bei der Eröffnungsfeier auf.
Beim Einmarsch der Nationen zogen Athleten aller teilnehmenden Länder ins Eisstadion Badrutts Park ein. Bei der Eröffnungsfeier wurden die einzelnen Teams von einem Fahnenträger aus den Reihen ihrer Sportler oder Offiziellen angeführt, der entweder von ihrem jeweiligen Nationalen Olympischen Komitee (NOK) oder von den Athleten selbst bestimmt wurde.

## Reihenfolge
Der griechischen Mannschaft wurde traditionell der Platz an vorderster Stelle gewährt, ein Sonderstatus, der aus der Ausrichtung der antiken und ersten Spiele der Moderne in Griechenland herrührt. Die Schweizer Mannschaft marschierte als Gastgebernation zuletzt ein. Die anderen Länder betraten das Stadion in alphabetischer Reihenfolge in der Sprache der Gastgebernation, in diesem Fall Französisch. Diese Reihenfolge entspricht sowohl der Tradition als auch den Statuten des Internationalen Olympischen Komitees (IOK).

## Liste der Fahnenträger
Nachfolgend führt eine Liste die Fahnenträger der Eröffnungsfeier aller teilnehmenden Nationen auf, sortiert nach der Abfolge ihres Einmarsches. Die Liste ist zudem sortierbar nach ihrem Staatsnamen, nach Mannschaftskürzel, nach Anzahl der Athleten, nach dem Nachnamen des Fahnenträgers und dessen Sportart.

### Nach Nationen
| Abfolge | Nationalmannschaft | Französischer Name    | Kürzel | Athleten | Fahnenträger        | Sportart                |
| ------- | ------------------ | --------------------- | ------ | -------- | ------------------- | ----------------------- |
| 1       | Griechenland       | Grèce                 | GRE    | 1        | Fotis Mavriplis     | Ski Alpin               |
| 2       | Argentinien        | Argentine             | ARG    | 10       | Luis de Ridder      | Ski Alpin               |
| 3       | Österreich         | Autriche              | AUT    | 53       | Peter Grießler      | Winter-Pentathlon       |
| 4       | Belgien            | Belgique              | BEL    | 11       | Max Houben          | Bob                     |
| 5       | Bulgarien          | Bulgarie              | BUL    | 4        |                     |                         |
| 6       | Kanada             | Canada                | CAN    | 28       | Hubert Brooks       | Eishockey               |
| 7       | Chile              | Chili                 | CHI    | 4        |                     |                         |
| 8       | Südkorea           | Corée                 | KOR    | 3        |                     |                         |
| 9       | Dänemark           | Danemark              | DEN    | 2        | Knud Tønsberg       | Offizieller             |
| 10      | Spanien            | Espagne               | ESP    | 6        | José Arias          | Ski Alpin               |
| 11      | Vereinigte Staaten | États-Unis d’Amérique | USA    | 69       | Jack Heaton         | Skeleton                |
| 12      | Finnland           | Finlande              | FIN    | 24       | Pekka Vanninen      | Skilanglauf             |
| 13      | Frankreich         | France                | FRA    | 36       | James Couttet       | Ski Alpin & Skispringen |
| 14      | Großbritannien     | Grande-Bretagne       | GBR    | 55       | Graham Sharp        | Eiskunstlauf            |
| 15      | Niederlande        | Hollande              | HOL    | 4        | Jan Langedijk       | Eisschnelllauf          |
| 16      | Ungarn             | Hongrie               | HUN    | 22       | András Harangvölgyi | Skilanglauf             |
| 17      | Island             | Islande               | ISL    | 4        | Hermann Stefánsson  | Offizieller             |
| 18      | Italien            | Italie                | ITA    | 55       | Vittorio Chierroni  | Ski Alpin               |
| 19      | Libanon            | Liban                 | LEB    | 2        |                     |                         |
| 20      | Liechtenstein      | Liechtenstein         | LIE    | 10       | Christof Frommelt   | Ski Alpin               |
| 21      | Norwegen           | Norvège               | NOR    | 49       | Birger Ruud         | Skispringen             |
| 22      | Polen              | Pologne               | POL    | 29       | Stanisław Marusarz  | Skispringen             |
| 23      | Rumänien           | Roumanie              | ROM    | 7        |                     |                         |
| 24      | Schweden           | Suède                 | SWE    | 43       | Erik Lindström      | Skispringen             |
| 25      | Tschechoslowakei   | Tchécoslovaquie       | TCH    | 47       | Vladimír Zábrodský  | Eishockey               |
| 26      | Türkei             | Turquie               | TUR    | 4        |                     |                         |
| 27      | Jugoslawien        | Yougoslavie           | YUG    | 17       |                     |                         |
| 28      | Schweiz            | Suisse                | SUI    | 70       | Felix Endrich       | Bob                     |

### Nach Sportarten
| Sportart              | Nationen                                                                    | Anzahl |
| --------------------- | --------------------------------------------------------------------------- | ------ |
| Bob                   | Belgien – Schweiz                                                           | 2      |
| Eishockey             | Kanada – Tschechoslowakei                                                   | 2      |
| Eiskunstlauf          | Großbritannien                                                              | 1      |
| Eisschnelllauf        | Niederlande                                                                 | 1      |
| Ski Alpin             | Argentinien – Frankreich – Griechenland – Italien – Liechtenstein – Spanien | 6      |
| Nordische Kombination | –                                                                           | 0      |
| Skilanglauf           | Finnland – Ungarn                                                           | 2      |
| Skispringen           | Frankreich – Norwegen – Polen – Schweden                                    | 4      |
| Skeleton              | Vereinigte Staaten                                                          | 1      |
| Winter-Pentathlon     | Österreich                                                                  | 1      |
| Offizieller           | Dänemark – Island                                                           | 2      |
| unbekannt             | Bulgarien – Chile – Jugoslawien – Libanon – Rumänien – Südkorea – Türkei    | 7      |